# Teresa Kaban
Teresa Kaban, née le 22 janvier 1952 à Gliwice, est une pianiste classique polonaise.

## Biographie
Elle a étudié au Conservatoire de musique de Cracovie et a obtenu le diplôme avec mention en 1977.
Elle a fréquenté  des master classes et les cours de perfectionnement avec les plus grands maîtres du panorama musical polonais. 

## Œuvre
Dotée d’un grand talent, elle a commencé sa carrière en tant qu’étudiante et a donné beaucoup de concerts en Pologne et à l’étranger. 
Elle est apparue sur les scènes de 19 pays européens, au Proche et en Extrême-Orient et aux États-Unis. À partir de 1981 elle est régulièrement invitée à jouer du piano dans les plus importantes salles de concert de Londres et dans d’autres villes du Royaume-Uni. 
Elle a travaillé pour la radio et la télévision en Pologne et à l’étranger comme soliste ou bien dans des formations de musique de chambre. 
De 1991 à 1995, elle a exercé avec Henryk Blazej, la fonction de directeur artistique du Festival international de Musique de Sandomierz. 
En 1994, elle est nommée directrice du Festival international de Musique oubliée qui a lieu à Tarnów en Pologne.